# Cirkut

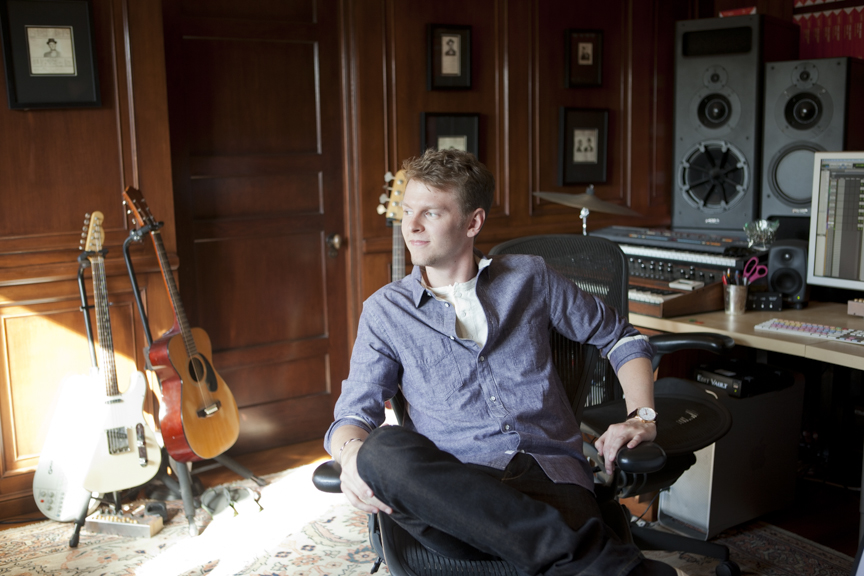
Cirkut im Studio

Cirkut (* 23. April 1986 als Henry Russell Walter in Halifax, Kanada) ist ein kanadischer Musikproduzent und Songwriter. Er co-produzierte unter anderem Lieder für Britney Spears, Rihanna und The Weeknd und war Hauptautor der Nummer-eins-Hits Good Feeling von Flo Rida, Timber von Pitbull und Sweet but Psycho von Ava Max. Seit 2010 arbeitet er eng mit dem US-amerikanischen Songwriter und Produzenten Dr. Luke sowie dem schwedischen Autor Max Martin zusammen.

## Karriere
Walter wurde in Halifax, Hauptstadt der Provinz Nova Scotia in Kanada geboren und wuchs dort auf. Durch seinen Freundeskreis knüpfte er erstmals Kontakte zur Musik und begann ein Interesse für den Bereich des Hip-Hops aufzubauen. Als Teenager war er als DJ aktiv und fand erstmals Gefallen am Produzieren.
Nach seinem Abschluss an der High School 2004 zog er nach Toronto, um dort einen besseren Einstieg in die Musikszene zu finden. Am Harris Institute nahm er ein Jahr an einem Audio-Engineering-Kurs teil. Anschließend geriet er in Kontakt mit dem kanadischen Produzenten Alex Puodziukas (Mitglied des DJ-Duos MSTRKRFT), der ihn gelegentlich ins Studio holte und ihm viel im Bereich der elektronischen Tanzmusik lehrte. Durch ihn lernte er außerdem den Attorney Chris Taylor kennen.
2008 entwarf er dann das Instrumental des Liedes Mmm Papi der US-amerikanischen Sängerin Britney Spears, das Teil ihres zweiten Studioalbums Circus war. Er ließ das Stück Chris Taylor zukommen, der es an ihre Plattenfirma „Kobalt Music Group“ vermittelte. Die Songwriterin Nicole Morier entschied sich anschließend dafür, den Song für das Studioalbum fertigzustellen und schrieb gemeinsam mit Spears den Text.
Zusammen mit Adrien Gough und Peter-John Kerr startete er das Electro-Projekt Let’s Go To War, mit dem er 2009 das Studioalbum Karmageddon veröffentlichte. Gemeinsam tourten sie unter anderem als Supportact für die britische Musikerin M. I. A. Nebenbei produzierten sie auch Remixe und Lieder für andere Musiker. Später wurde das Projekt neu formiert. Dabei verließ Kerr die Gruppe, wofür der US-Amerikaner Nick Jarjour beitrat. Unter dem Namen The Dream Machine konzentrierten sie sich vermehrt aufs Songwriting. Da Jarjour vorher bereits als Manager aktiv war, gründeten sie zusätzlich eine Management- sowie auch eine Publishing-Abteilung. Durch die 2010 in Toronto eröffneten Dream House Studios weitete sich das Unternehmen weiter aus. Später wurden hier unter anderem Nelly Furtado, The Weeknd und Kiesza unter Vertrag genommen.
The Weeknd traf Cirkut zufällig in Toronto. Gemeinsam produzierten sie den Song High For This, der Teil seines ersten Mixtapes House Of Balloons wurde. Kurz darauf traf er den US-amerikanischen Produzenten und Songwriter Dr. Luke, mit dem er für Britney Spears das Lied Seal It With A Kiss produzierte. Dadurch lernte er auch den schwedischen Autor Max Martin kennen. Anschließend unterzeichnete er einen Vertrag bei Lukes Plattenlabel „Prescription Songs“. Um die enge Zusammenarbeit aufrechterhalten zu können, zog er nach Los Angeles, wodurch er als Produzent für Kesha, Katy Perry und Miley Cyrus tätig werden konnte.
2016 produzierte er einen Großteil des The-Weeknd-Albums Starboy, das den Grammy für das beste „Urban Contemporary Album“ erhielt. Dabei arbeitete er nicht mit Dr. Luke zusammen. Ab 2015 begleitete er die US-amerikanische Sängerin Ava Max ins Studio, woraus bis 2018 zehn Lieder, darunter auch der in über 20 Ländern Platz eins erreichenden Song Sweet but Psycho resultierten.

## Diskografie

### Mit Let’s Go to War
Studioalben
- 2009: Karmageddon

Singles
- 2008: Burn Down The Disco
- 2008: Whole City's Got A Cold
- 2009: Life We Live
- 2010: Wolves

## Auszeichnungen
- Grammy Awards
  - 2014: Song of the Year – Roar – Katy Perry (Nominiert)
  - 2015: Best Pop Duo/Group Performance – Dark Horse – Katy Perry feat. Juicy J (Nominiert)
  - 2018: Urban Contemporary Album – Starboy – The Weeknd (Gewonnen)
- Juno Awards
  - 2014: Jack Richardson Producer of the Year (Gewonnen)
  - 2015: Songwriter of the Year (Nominiert)